# Cabanac
Cabanac é uma comuna francesa na região administrativa de Occitânia, no departamento dos Altos Pirenéus. Estende-se por uma área de 5,56 km², Em 2010 a comuna tinha 297 habitantes (densidade: 53,4 hab./km²)..